# Lijst van voetbalinterlands Burkina Faso - Ivoorkust (vrouwen)
Deze lijst van voetbalinterlands is een overzicht van alle officiële voetbalinterlands tussen de nationale vrouwenteams van Burkina Faso en Ivoorkust. De landen hebben tot nu toe één keer tegen elkaar gespeeld.

## Wedstrijden
| № | Plaats  | Datum            | Competitie                        | Wedstrijd                | Uitslag |
| - | ------- | ---------------- | --------------------------------- | ------------------------ | ------- |
| 1 | Abidjan | 18 februari 2018 | West-Afrikaans kampioenschap 2018 | Ivoorkust − Burkina Faso | 1 − 1   |

## Samenvatting
| Competitie                   | Totaal gespeeld | Winst Burkina Faso | Gelijk | Winst Ivoorkust | Doelsaldo Burkina Faso – Ivoorkust |
| ---------------------------- | --------------- | ------------------ | ------ | --------------- | ---------------------------------- |
| West-Afrikaans kampioenschap | 1               | 0                  | 1      | 0               | 1 − 1                              |
| Totaal                       | 1               | 0                  | 1      | 0               | 1 − 1                              |